# COVID-19 в Колумбии
Первый случай заболевания COVID-19 в Колумбии подтвердился 6 марта 2020 года.
С 17 марта Колумбия запрещает въезд гражданам других стран. Исключение составляют постоянные жители и дипломаты.

## Общие сведения
12 января 2020 года Всемирная организация здравоохранения (ВОЗ) подтвердила, что новый коронавирус стал причиной респираторного заболевания в группе людей в городе Ухань (провинция Хубэй, Китай), о котором ВОЗ узнала 31 декабря 2019 года
Летальность от COVID-19 намного ниже, чем у SARS, пандемия которого произошла в 2003 году, однако заразность нового заболевания намного выше, что приводит к повышенной смертности.

## Хронология
6 марта Министерство здравоохранения и социальной защиты подтвердило первый случай заболевания коронавирусом в Колумбии. Пациентке 19 лет, она недавно прибыла из Милана, Италия.
9 марта были подтверждены еще два случая.
11 марта было подтверждено еще шесть случаев: три в Медельине, два в Боготе и один в Картахене. Позже в тот же день были подтверждены еще три случая, в результате чего общее количество заражённых достигло 9.
12 марта были подтверждены еще четыре случая: два в Боготе и два в Нейве. Власти объявили чрезвычайную ситуацию в области здравоохранения, приостановив все публичные мероприятия, в которых участвовало более 500 человек, а также приняли меры, направленные на отмену прибытия круизных лайнеров в любой национальный порт.
13 марта было зарегистрировано три новых случая заболевания: один в Боготе, один в Пальмире, а другой в Вильявисенсио.
Президент Иван Дуке Маркес объявил, что с 16 марта въезд в Колумбию будет ограничен для людей, которые были в Европе или Азии в течение последних 14 дней. Граждане и жители Колумбии, которые были в Европе или Азии, могут быть допущены в страну, но в качестве меры предосторожности должны пройти 14-дневный карантин.
Кроме того, Дуке объявил, что Колумбия закроет все свои пограничные переходы с Венесуэлой, начиная с 14 марта. «Ассошиэйтед Пресс» сообщает, что эксперты обеспокоены тем, что кризис венесуэльских беженцев может способствовать распространению вируса.
В ночь на 15 марта министерство здравоохранения объявило о 11 новых случаях, в результате чего их общее число достигло 45. Из этих 11 из 6 были в Боготе, 4 в Нейве и 1 в городе Факататива. Кроме того, президент Иван Дуке вместе с министерствами здравоохранения и образования объявил о приостановке занятий во всех государственных и частных школах и университетах страны.
Утром 16 марта в Боготе было зарегистрировано девять новых случаев заболевания. Позднее в тот же день в Боготе было сообщено о трех дополнительных случаях, общее число увеличилось до 57. Президент Иван Дуке объявил, что все сухопутные и морские границы с Эквадором, Перу и Бразилией будут закрыты. Департаменты Кордова, Мета и Сантандер установили комендантский час во избежание распространения вируса.
Утром 17 марта министерство здравоохранения Колумбии подтвердило еще 8 случаев заболевания. Позже в тот же день оно подтвердило ещё 10 случаев, доведя общее количество до 75. Мэр Картахены продлил комендантский час, который ранее действовал только в туристическом центре города с 10:00 вечера до 4:00 утра, на весь город с 6:00 вечера до 4:00 утра в будние дни и 24 часа в выходные дни. Мэр Боготы Клаудиа Лопес объявила об обязательной изоляции на расширенные выходные, с 20 по 23 марта.
17 марта в 21:00 по местному времени (GMT-5) президент Иван Дуке выступил с обращением к колумбийцам и объявил чрезвычайное положение, объявив, что примет экономические меры, которые были объявлены на следующий день. Первой мерой, предпринятой в целях защиты пожилых людей, является постановление об обязательной изоляции с 7:00 утра 20 марта по 31 мая для всех взрослых старше 70 лет. Они должны оставаться в своих домах, за исключением того, чтобы запасаться продуктами питания или иметь доступ к медицинским или финансовым услугам. Правительственным организациям было дано указание облегчить пожилым людям получение пенсий, лекарств, предоставление медицинских услуг или получение еды на дом.
Вечером 20 марта президент Иван Дуке объявил о 19-дневном общенациональном карантине, который начинается 24 марта в полночь и заканчивается 12 апреля в полночь.
21 марта министерство здравоохранения подтвердило первую смерть от коронавируса в Колумбии. Умершим был 58-летний мужчина, который работал водителем такси в Картахене. Он скончался 16 марта и, как сообщается, перевозил итальянских туристов на своем такси 4 марта. По словам властей, у человека начали проявляться симптомы через два дня. Первоначально COVID-19 был исключен как причина его смерти, так как был отрицательный результат на коронавирус, однако его сестра получила положительный результат на болезнь. После смерти пациента Национальный институт здравоохранения (INS) проанализировал два его теста, оба из которых были отрицательными, а один из них был взят неправильно, но решил оставить расследование открытым из-за состояния его сестры. В конце концов, INS пришла к выводу, что таксист был ее единственным возможным источником заражения, поэтому приписал свою смерть новому вирусу, несмотря на лабораторные доказательства, подтверждающие иное.
Вечером 21 марта 23 заключенных были убиты и 83 ранены во время беспорядков в тюрьме Ла Модело в Боготе, которые вспыхнули на фоне опасений по поводу распространения коронавируса через стены тюрьмы. Заключенные по всей стране протестовали против переполненности тюрем, а также плохого медицинского обслуживания с момента появления COVID-19.
22 марта министерство здравоохранения подтвердило вторую смерть, связанную с этим вирусом, 70-летняя женщина из Юмбо, чья дочь вернулась с Кубы 2 марта и, как сообщается, общалась с двумя людьми из Соединенных Штатов, один из которых дал положительный результат на коронавирус. В дополнение к этому был зафиксирован 21 новый случай, в результате чего общее количество достигло 231.
Подтверждённые новые случаи в Колумбии